# Беседовичи
Беседовичи (бел. Бясе́давічы) — агрогородок в Хотимском районе Могилёвской области Белоруссии. Административный центр Беседовичского сельсовета.
Население — 480 человек (2016 год).

## География
Расположен в 4 км в направлении на юг от Хотимска, в 211 км от Могилёва, в 42 км от железнодорожной станции Коммунары.

### Гидрография
Около левого берега реки Беседь.

## Этимология
Название происходит от названия реки Беседь, на берегах которой размещена деревня.

## Культура
- Дом культуры
- Музей ГУО "Беседовичская средняя школа"

## Достопримечательность
- Памятный знак Воинам землякам[3]
- Мемориальная доска в честь Я. С. Шарабурко

## Известные лица
- Иван Захарович Сурта (1893—1937) — педагог, государственный деятель БССР.